# Eli Alaluf

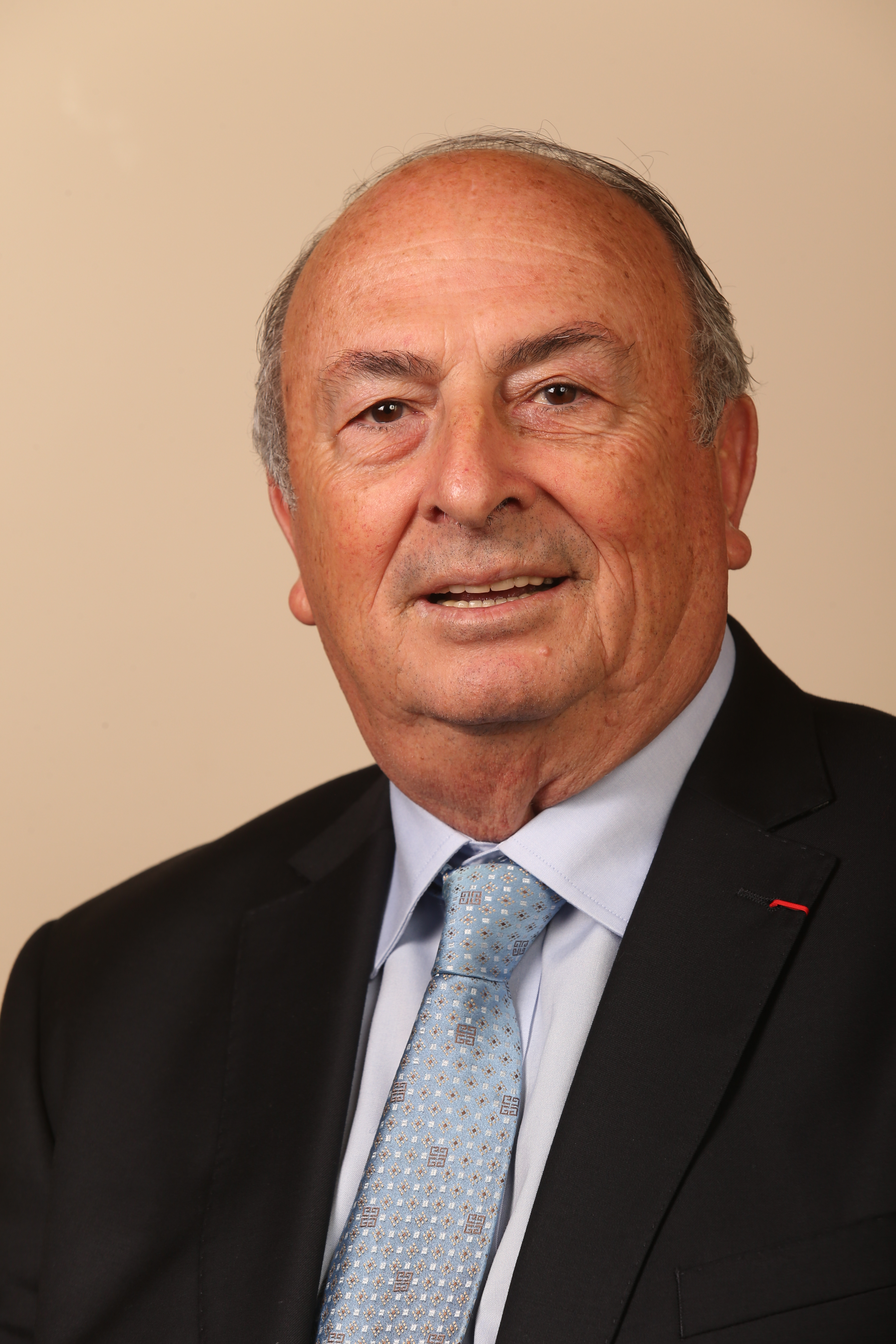
Eli Alaluf

Eli Alaluf (hebräisch אלי אלאלוף, geboren am 17. Februar 1945 in Fès, Marokko) ist ein israelischer Politiker der Partei Kulanu.

## Leben
1967 wanderte Alaluf von Marokko nach Israel aus. Von 1968 bis 1972 studierte Alaluf Politikwissenschaften an der Hebräischen Universität Jerusalem und leistete danach seinen Militärdienst für die Israelischen Verteidigungskräfte. Von 1978 bis 1981 arbeitete er als Mitarbeiter für Jiggaʾel Jadin. Danach war er für die Jewish Agency for Israel tätig. Von 1989 bis 1992 war Alaluf Mitglied des Stadtrates von Beʾer Scheva. Alaluf ist seit 2015 Abgeordneter in der Knesset.

## Preise und Auszeichnungen (Auswahl)
- Israel-Preis
- Ehrendoktor von der Ben-Gurion-Universität im Negev und des Technion